# Данопревир
Данопревир (МНН) — перорально эффективный 15-членный макроциклический пептидомиметический ингибитор протеазы NS3/4A вируса гепатита C. Содержит фрагменты ацилсульфонамида, фторизоиндола и трет-бутилкарбамата. Данопревир показал эффективность против генотипов 1-6 вируса гепатита C и ключевых мутантов (GT1b, IC50 = 0,2-0,4 нМ; репликон GT1b, EC50 = 1,6 нМ). Данопревир оценивался в качестве перспективного средства для лечения COVID-19 в двух исследований: в первом, открытом одноэтапном клиническом исследовании (в комбинации с ритонавиром), он показал обнадеживающие результаты, во втором показал лучшие результаты в сравнении с комбинацией лопинавира и ритонавира.